# Musée Mayer van den Bergh
Pour les articles homonymes, voir Van den Bergh.
Le musée Mayer van den Bergh (Museum Mayer van den Bergh) est un musée anversois qui expose les œuvres du collectionneur Fritz Mayer van den Bergh (nl) (né à Anvers le 22 avril 1858 et décédé le 4 mai 1901). En 1904, sa mère, Henriette van den Bergh, fonde le musée dont elle est la conservatrice jusqu'en 1920.
On y trouve des œuvres provenant de la collection de Carlo Micheli, achetée à Paris en 1898.

## Œuvres
- La Famille de Meyndert Sonck, tableau de Jan Rotius (1624-1666).
- Paysage hivernal et joie de la glace, tableau de Christoffel van den Berghe.
- Christ sur la Croix accompagné des donateurs, triptyque de Quentin Metsys, (v.1520), huile sur bois, panneau central 156 × 93 cm.
- Portrait de Fritz van den Bergh par Jozef Janssens de Varebeke (nl).
- Dulle Griet ou Margot la folle maraudant devant les portes de l'enfer, de Pieter Bruegel l'Ancien, (1562), huile sur panneau 117 × 162 cm.
- Douze proverbes flamands, tableau attribué à Pieter Bruegel l'Ancien, (XVIe siècle), huile sur panneau 74 × 98 cm.
- Portrait d'Élisabeth Vekemans, de Cornelis de Vos, (v.1624), huile sur panneau 123 × 93 cm.
- La Nativité, Anonyme, (v.1400), détrempe sur bois, 38 × 26 cm.
- Portrait de François van der Straten, Pieter Pourbus, (1567), huile sur bois, 68 × 53,5 cm.
- Suiveur de Jérôme Bosch, La Montée au Calvaire, vers 1540.

## Galerie

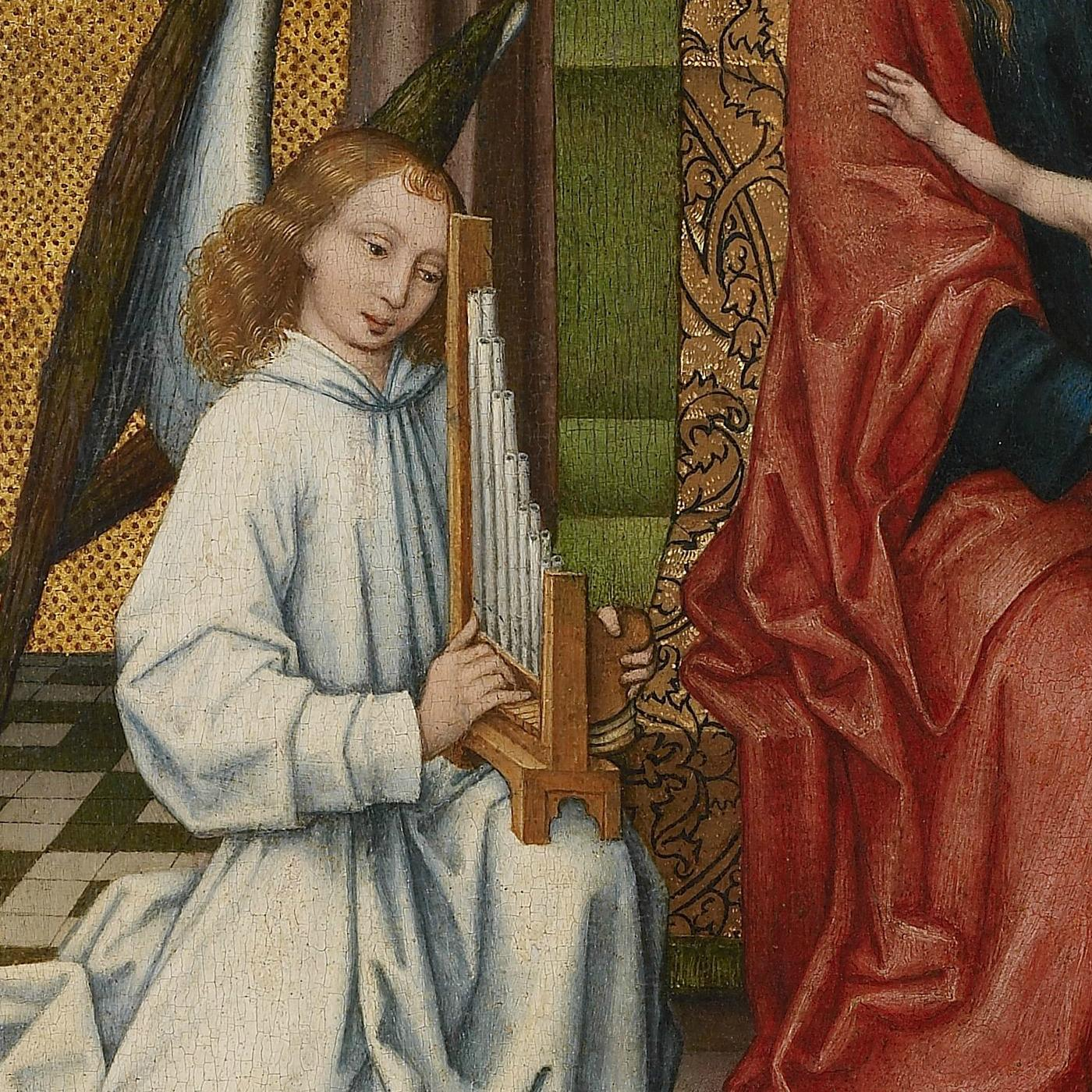
Anonyme XIVe siècle : Vierge et enfant
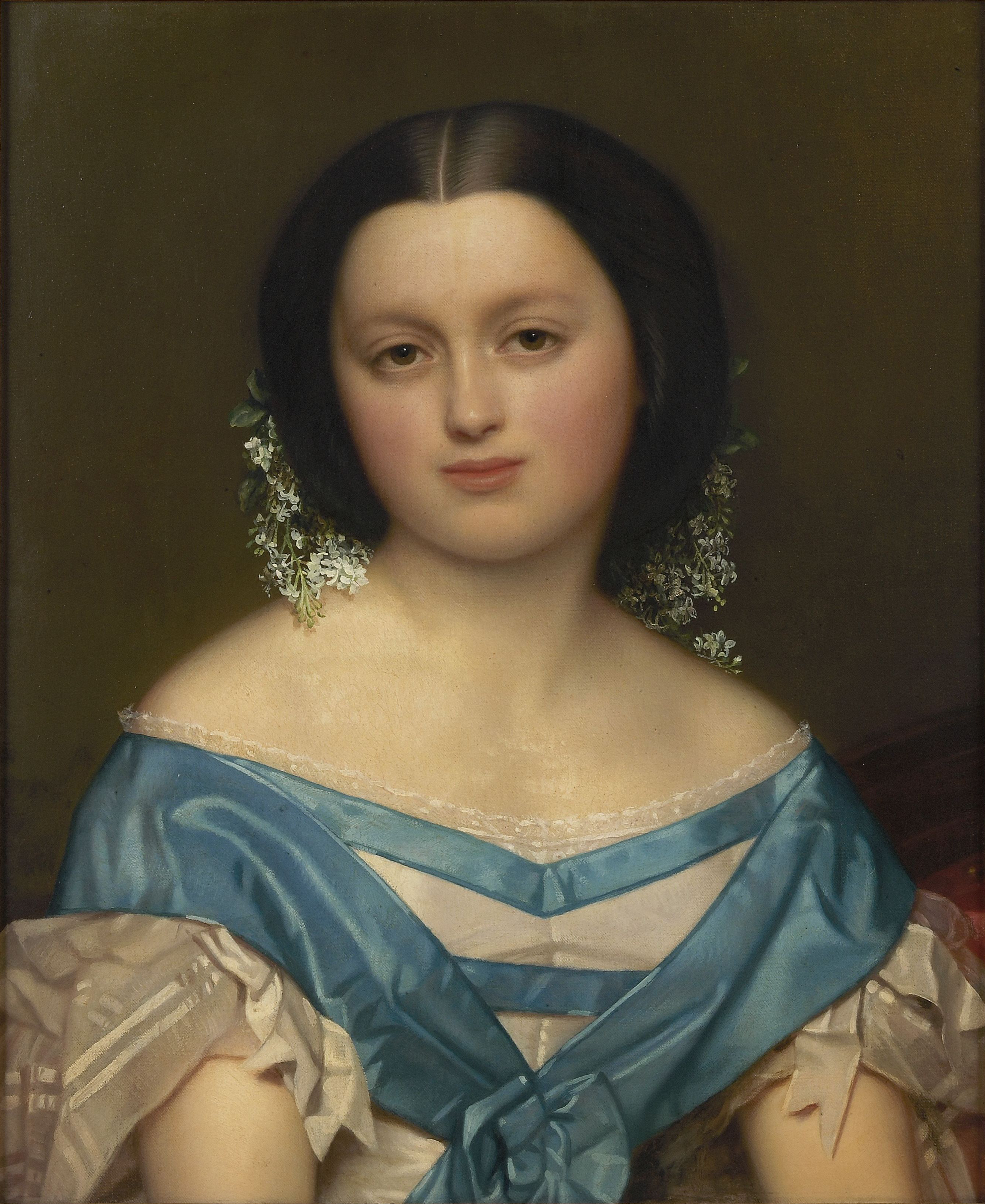
Van Lerius : Henriette Van der Bergh
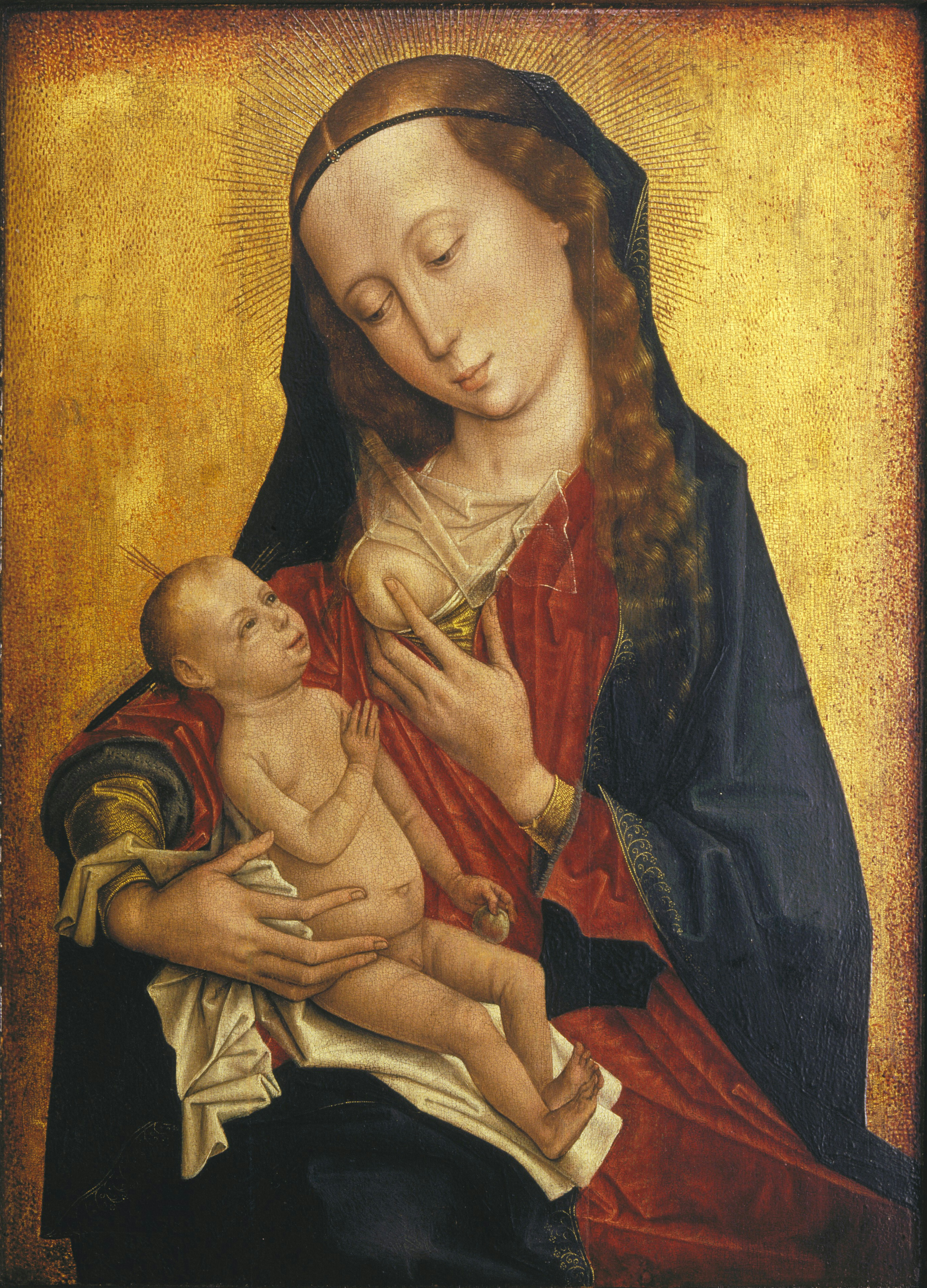
Roger van der Weyden : Vierge allaitant
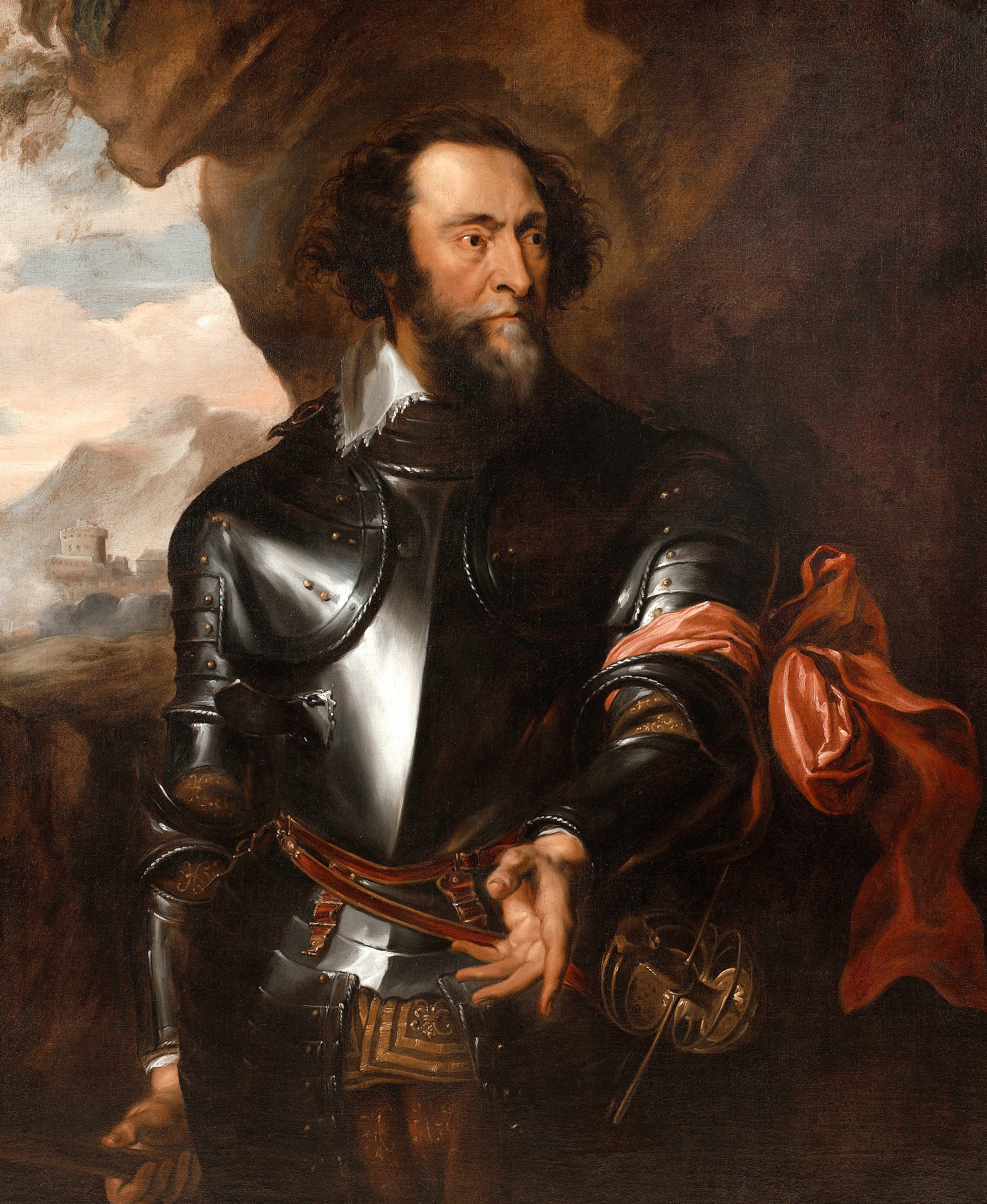
Van Dyck : Hendrick Van der Bergh
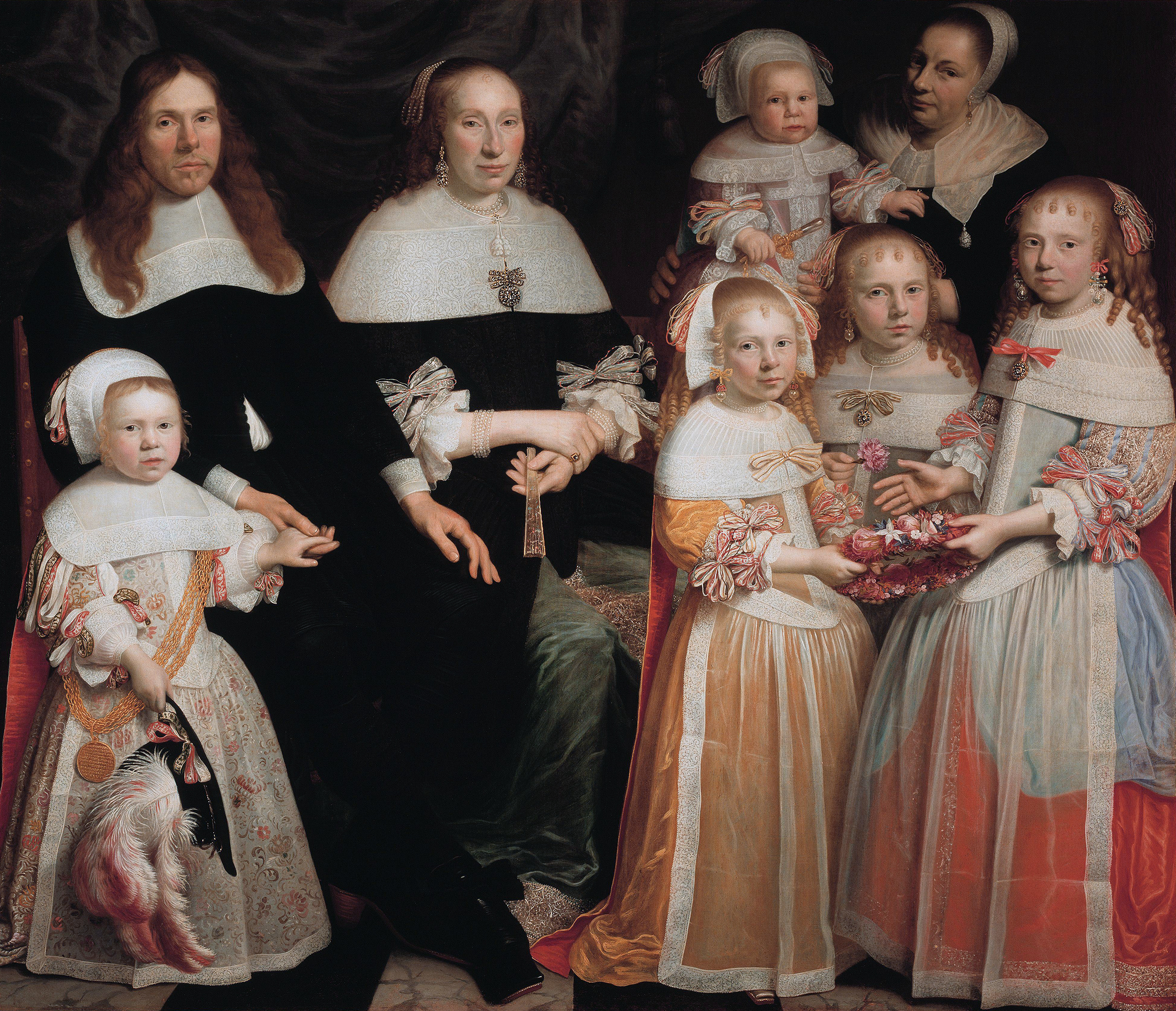
Jan Albertz Rotius : La Famille de Meyndert Sonck
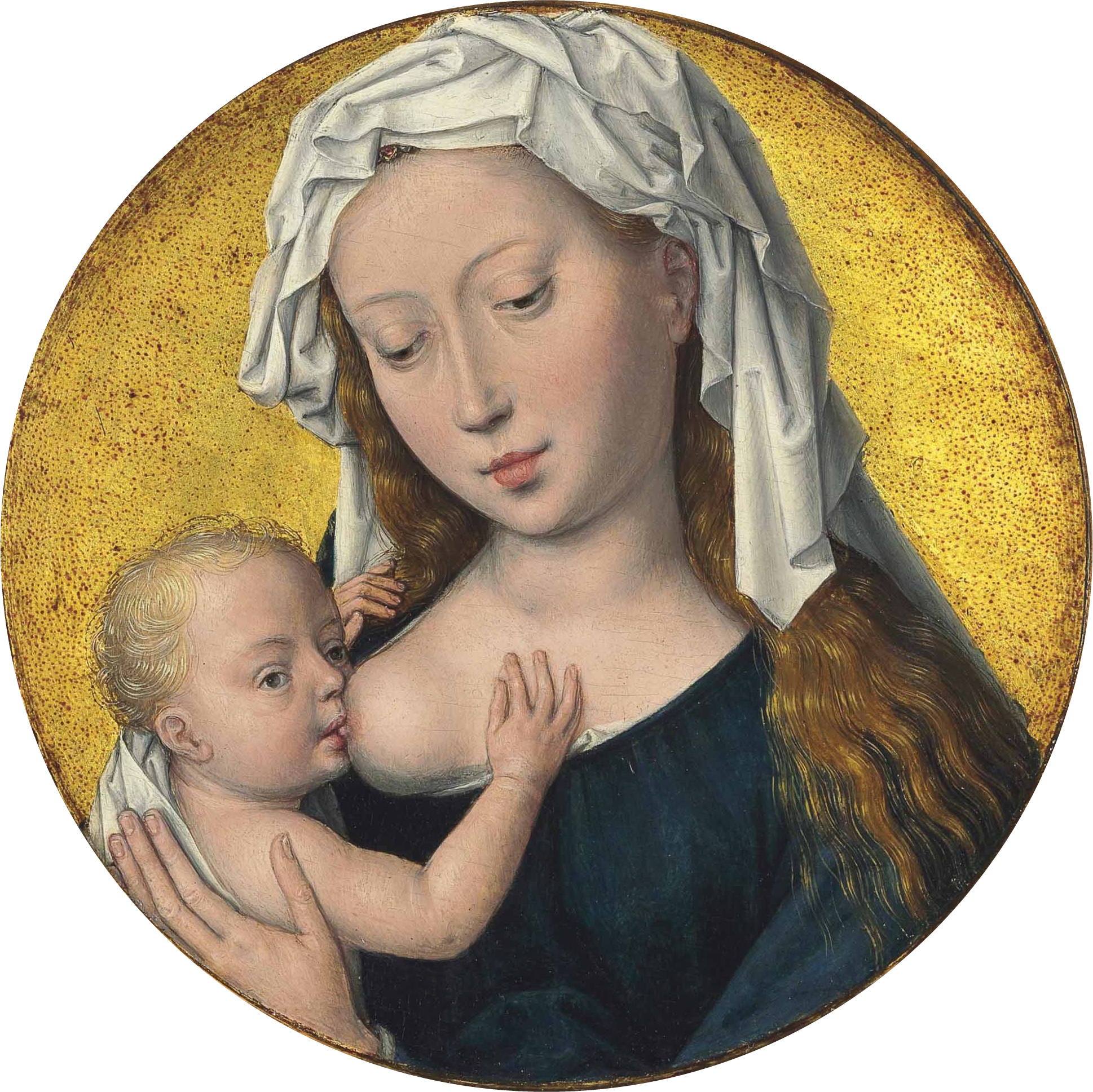
Hans Memling : Vierge à l'enfant
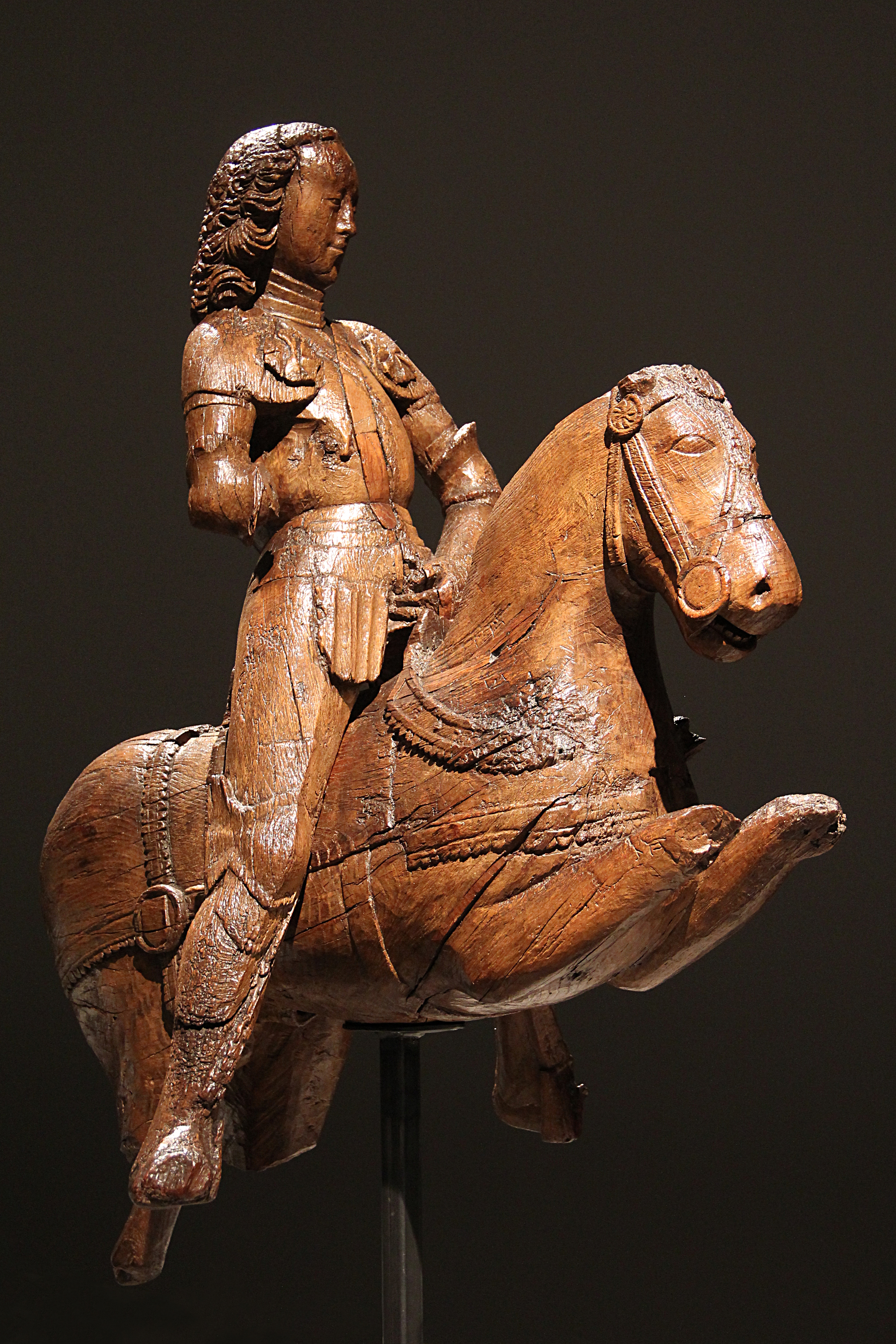
Statue en chêne représentant saint Georges à cheval  (1480-1499).
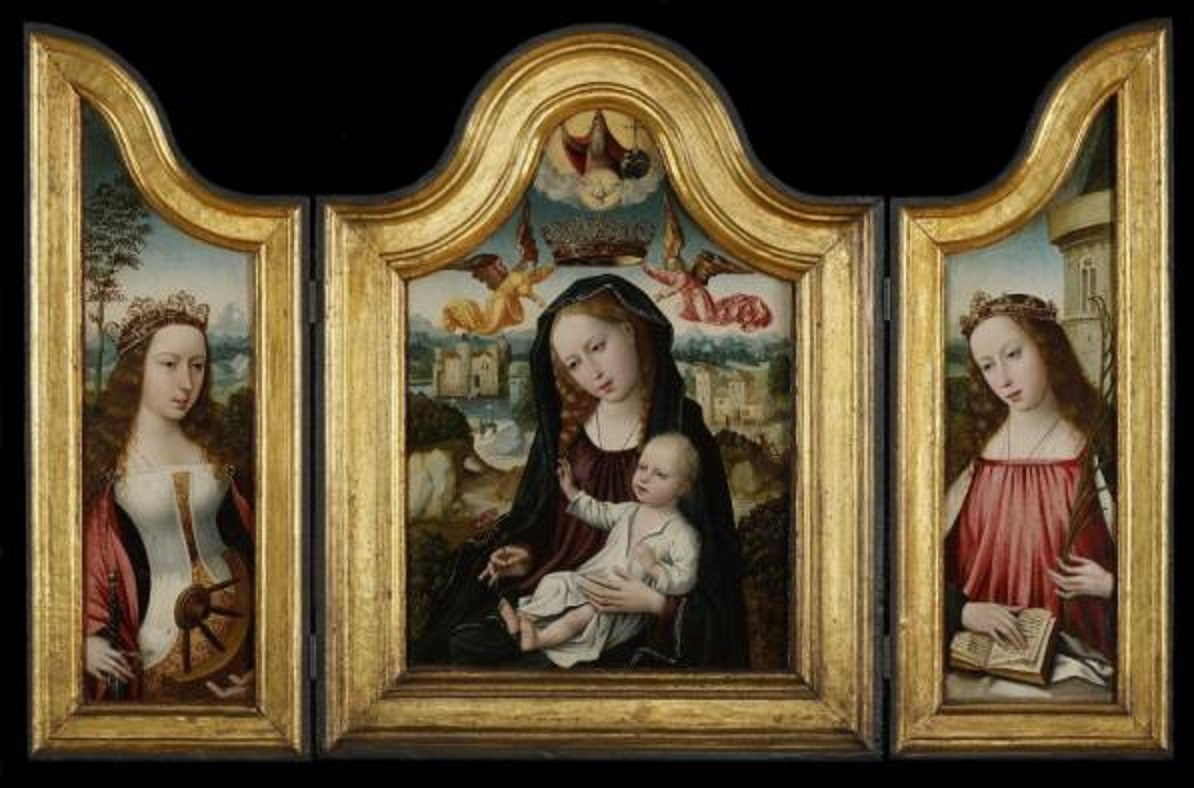
Triptyque la Légende de Marie Madeleine
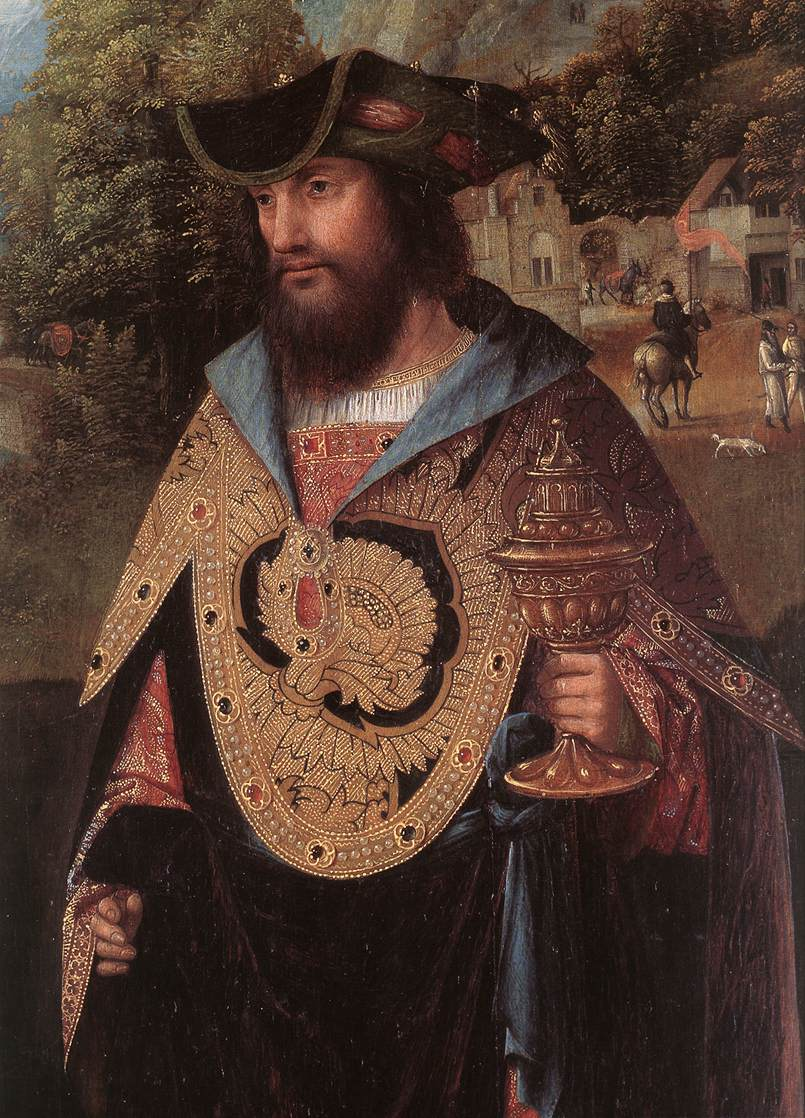
Maître de Hoogstraeten (en) : L'Adoration des mages.
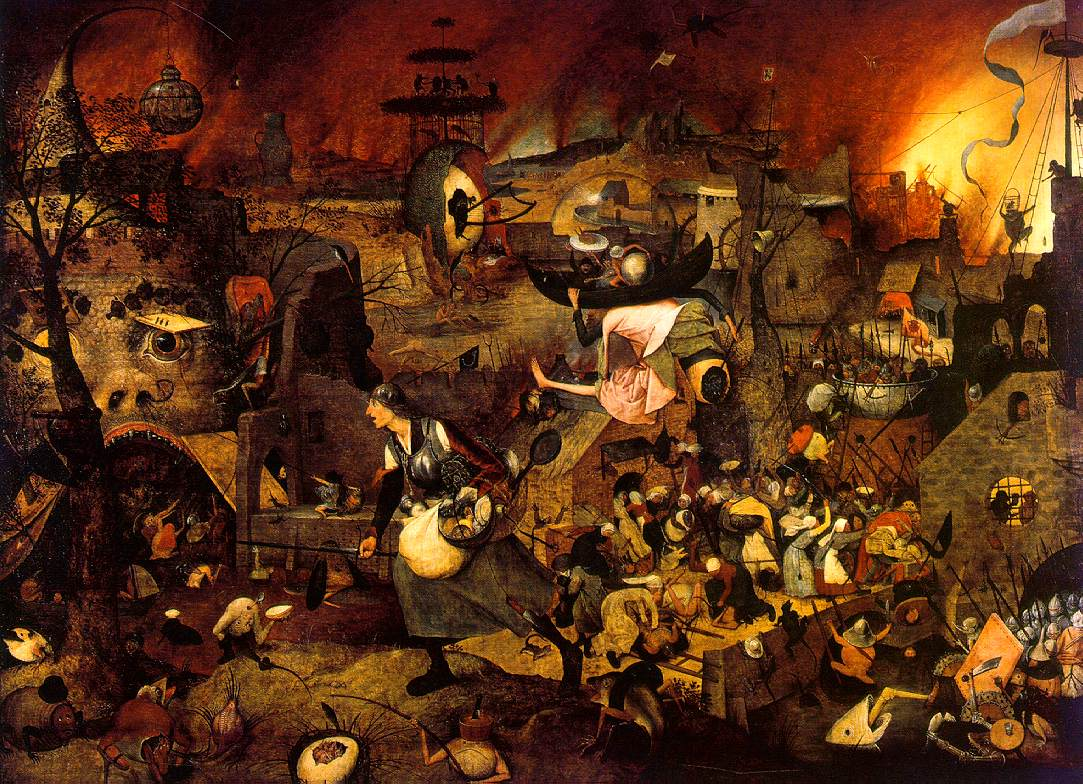
Pieter Brueghel l'Ancien : Dulle Griet ou Margot la Folle, 1562.
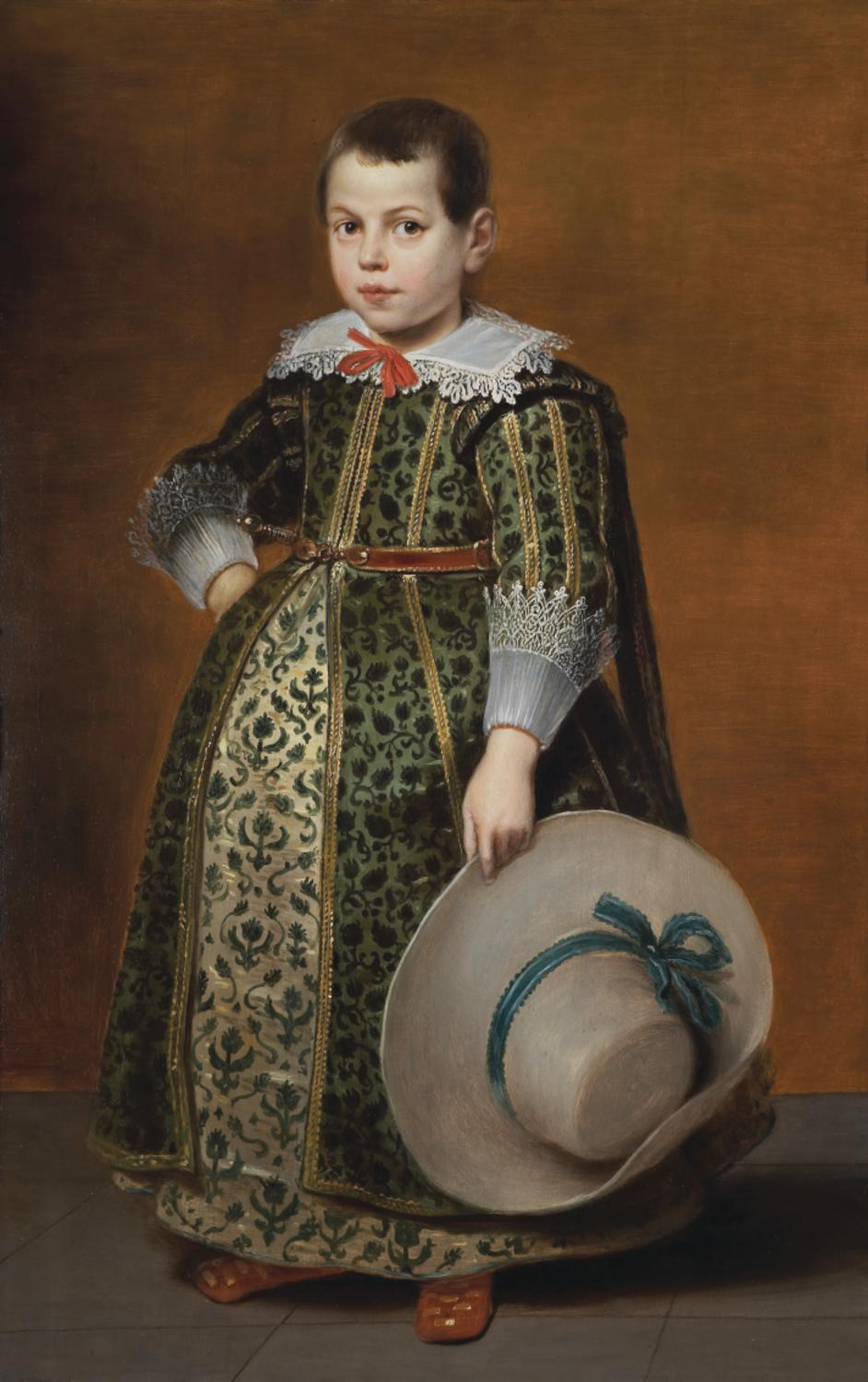
Cornelis de Vos Portrait de Jan Vekemans (1624).